# Armação de Pêra
Armação de Pêra è una freguesia (frazione) portoghese di 3.770 abitanti situata nel comune di Silves, nel distretto di Faro, nella regione dell'Algarve ed è una frequentata stazione balneare .

## Monumenti principali
- Fortaleza de Armação de Pêra
- Capela de Santo António
- Chalé dos Caldas e Vasconcelos

## Società
- Clube de Futebol «Os Armacenenses»
- Academia "Os Armacenenses"
- Associação de Pescadores de Armação de Pêra